# Biografielijst Sp

## Spa

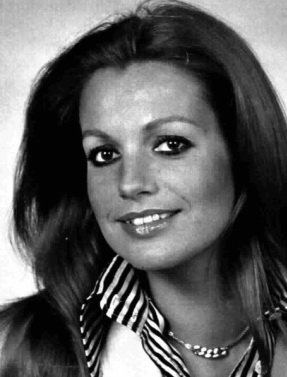
Catherine Spaak

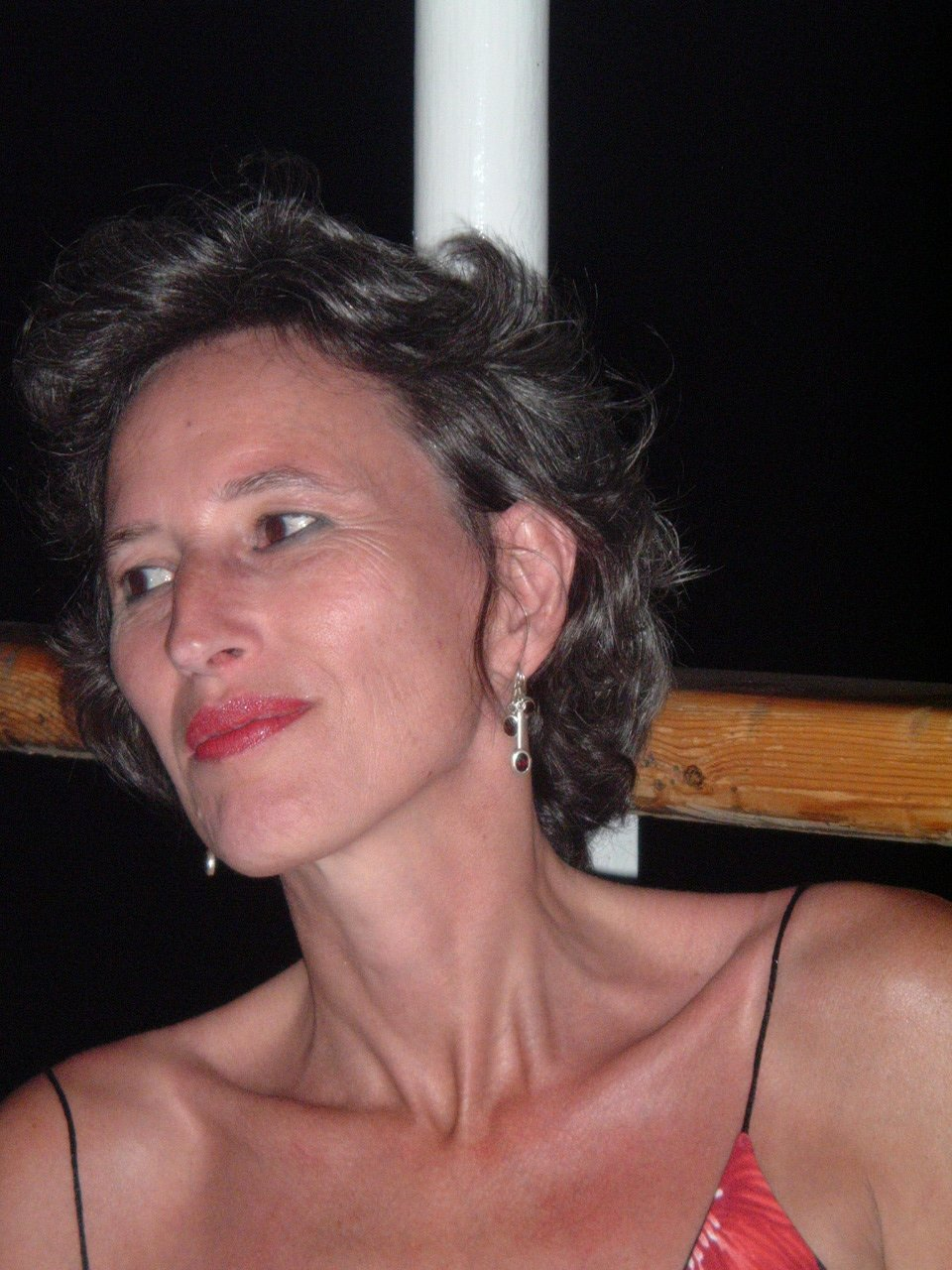
Karin Spaink

- Antoinette Spaak (1928-2020), Brussels politica
- Bob Spaak (1917-2011), Nederlands sportjournalist
- Catherine Spaak (1945-2022), Belgisch-Frans-Italiaans actrice, zangeres, televisiepresentatrice en danseres
- Charles Spaak (1903-1975), Belgisch scenarioschrijver
- Isabelle Spaak (1960), Belgisch schrijfster
- Paul Spaak (1871-1936), Belgisch literatuurhistoricus, dichter en toneelschrijver
- Paul-Henri Spaak (1899-1972), Belgisch politicus
- Hans Spaan (1958), Nederlands motorcoureur
- Henk Spaan (1948), Nederlands (sport)journalist, televisiepresentator en columnist
- Rudolf Spaander (1894-1950), Nederlands voetballer en atleet
- Piet Spaans (1933), Nederlands dichter, geschiedkundige, publicist en taalkundige
- Elmer Spaargaren (19??), Nederlands fotograaf en fotojournalist
- Frank Spaargaren (1940-2020), Nederlands waterstaatkundig ingenieur
- Vincent Spadea (1974), Amerikaans tennisser
- Bruno Spaggiari (1933), Italiaans motorcoureur
- Paul-Bernd Spahn, (1939-2025) Duits hoogleraar
- Karin Spaink (1957), Nederlands activiste, schrijfster en feminist
- Paul Spang (1922-2009), Luxemburgs historicus en archivaris
- Ivana Španović (1990), Servisch atlete
- Bodo Spalty (19?), Belgisch goochelaar en pater (Boudewijn Spittaels)
- Rangin Dadfar Spanta, (1953), Afghaans minister
- Jeany Spark (1982), Brits actrice
- Muriel Spark (1918-2006), Brits schrijfster
- Mike Sparken (1930), Frans autocoureur
- Paul Sparks (1971), Amerikaans acteur
- Tjalf Sparnaay (1954), Nederlands kunstenaar
- Jürgen Sparwasser (1948), Oost-Duits voetballer
- Boris Spasski (1937-2025), Russisch schaker
- Lothar Späth (1937-2016), Duits ondernemer en politicus
- Arnold Spauwen (1946-2013), Nederlands dichter en schrijver
- Antonio Spavone (1994), Italiaans autocoureur

## Spe

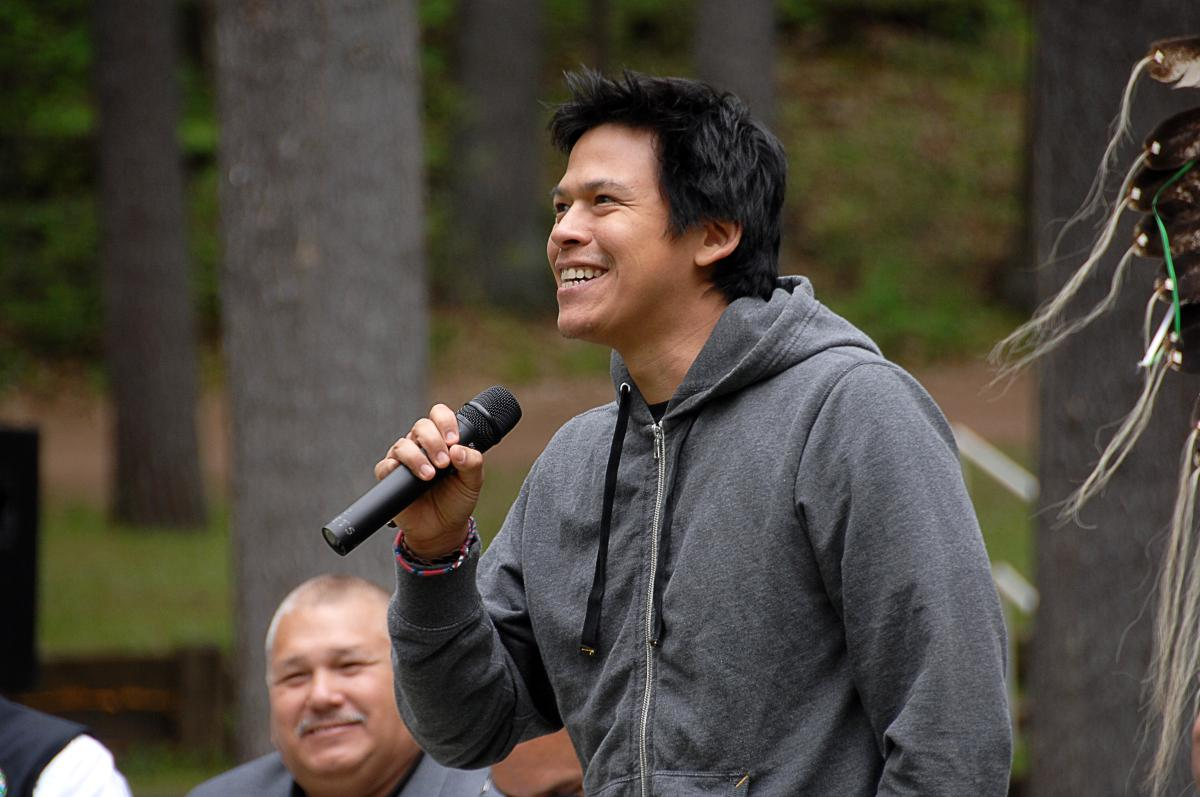
Chaske Spencer, 2011

- Charles Spearman (1863-1945), Brits psycholoog
- Wallace Spearmon (1984), Amerikaans atleet
- Britney Spears (1981), Amerikaans zangeres
- Eddie Spears (1982), Amerikaans acteur
- Arlen Specter (1930-2012), Amerikaans politicus
- Phil Spector (1939-2021), Amerikaans muziekproducent
- Ronnie Spector (1943-2022), Amerikaans zangeres
- Just Spee (1965), Nederlands voetbalbestuurder
- Lori Spee (1946), Amerikaans-Nederlands zangeres
- Gary Speed (1969-2011), Welsh voetballer en voetbalcoach
- Lucy Speed (1976), Brits actrice
- Antonius Speekenbrink (1905-1977), Nederlands diplomaat en gouverneur van de Nederlandse Antillen
- J.H. 'Koos' Speenhoff (1869-1945), Nederlands dichter-zanger en illustrator
- Albert Speer (1905-1981), Duits architect en nazipoliticus
- Georg Daniel Speer (1636-1707), Duits componist en schrijver
- Hylke Speerstra (1936), Nederlands-Fries journalist en schrijver
- Robert Špehar (1970), Kroatisch voetballer
- Hans Speidel, (1897-1984), Duits generaal
- Lester Speight (1963), Amerikaans acteur en filmproducent
- Mark Speight (1965-2008), Brits televisiepresentator
- Jan van Speijk (1802-1831), Nederlands militair
- Jimmy Speirs (1886-1917), Schots voetballer
- Fred van der Spek (1923-2017), Nederlands politicus
- Rob van der Spek (1944-2023), Nederlands radio- en televisiepresentator
- Hans Spekman (1966), Nederlands politicus
- Regina Spektor (1980), Russisch-Amerikaans singer-songwriter en pianiste
- Lau Spel (1900-1979), Nederlands atleet
- Everhard Spelberg (1898-1968), Nederlands predikant en omroepbestuurder
- Oda Spelbos (1964), Nederlands acteur
- Ronald Spelbos (1954), Nederlands voetballer en voetbaltrainer
- Aaron Spelling (1923-2006), Amerikaans film- en televisieproducent en scriptschrijver
- Randy Spelling (1978), Amerikaans acteur, filmregisseur en muziekproducent
- Hans Spemann (1869-1941), Duits embryoloog en Nobelprijswinnaar
- Alberto Spencer (1937-2006), Ecuadoraans voetballer
- Ashley Spencer (1993), Amerikaans atlete
- Bud Spencer (1929-2016), Italiaans acteur
- Chaske Spencer (1975), Amerikaans acteur
- Diana Spencer (1961-1997), Brits echtgenote van prins Charles
- Emerson Spencer (1906-1985), Amerikaans atleet
- Freddie Spencer (1961), Amerikaans motorcoureur
- Herbert Spencer (1820-1903), Brits filosoof
- Jeremy Spencer (1948), Brits gitarist
- John Spencer (1935-2006), Engels snookerspeler
- Johann Wilhelm Spengel (1852-1921), Duits zoöloog
- Elliot Sperling (1951), Amerikaans historicus, sinoloog en tibetoloog
- George Sperling (1934), Amerikaans cognitief psycholoog
- Leon Sperling (1900-1941), Pools voetballer
- Martijn Sperling (1873-1946), Nederlands berger en duiker
- Elmer Sperry (1860-1930), Amerikaans elektrotechnicus, uitvinder en ondernemer
- Roger Sperry (1913-1994), Amerikaans neuropsycholoog en Nobelprijswinnaar
- Jozef Speybrouck (1891-1956), Belgisch kunstschilder, graficus, tekenaar en illustrator
- Jozef Speybrouck (1930-2008), Belgisch arts, politicus en bestuurder
- Sven Speybrouck (1968), Belgisch radio- en televisiepresentator

## Spi

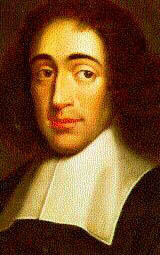
Baruch Spinoza

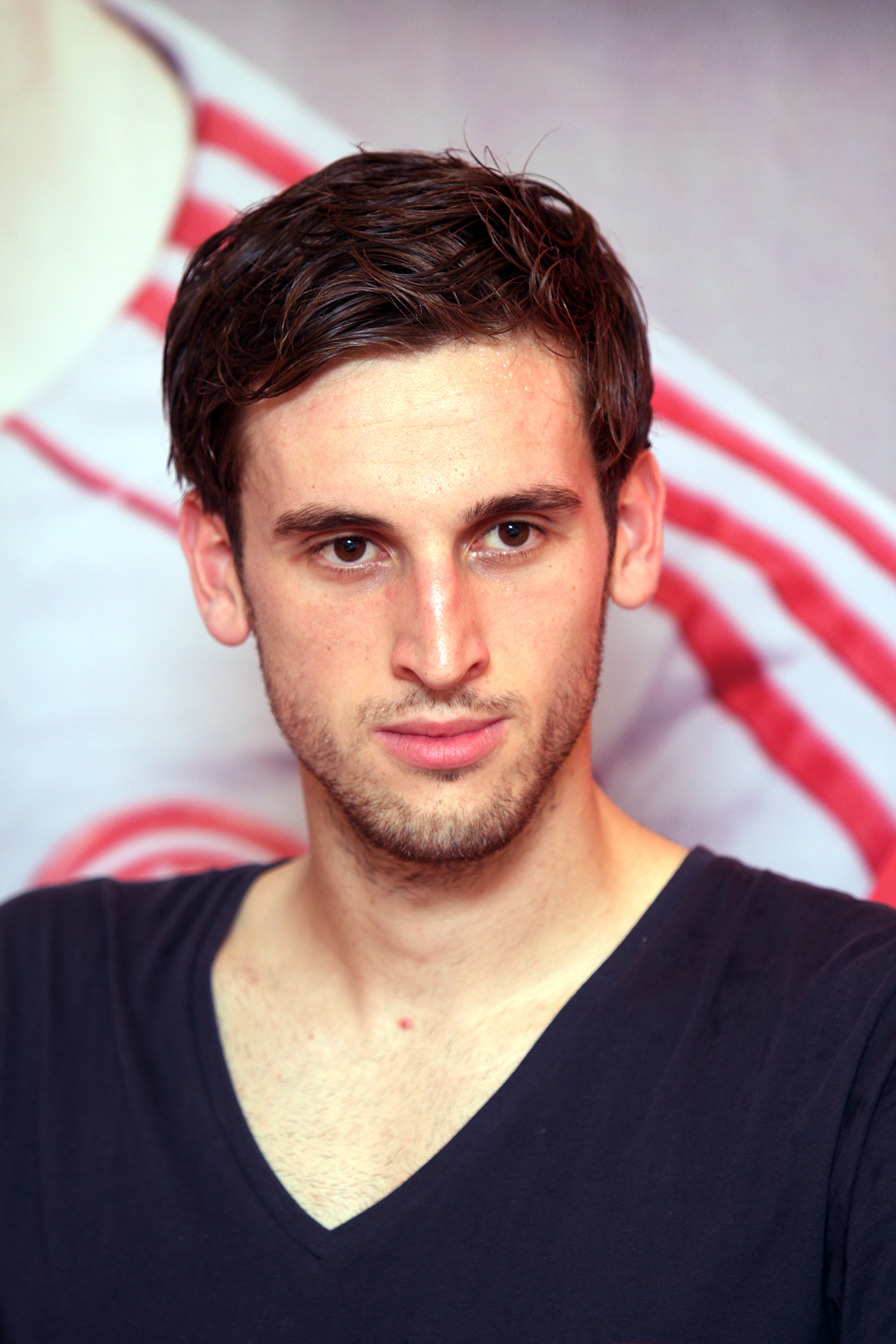
Matthew Špiranović

- Tomáš Špidlík (1919-2010), Tsjechisch kardinaal
- Paul Spiegel (1937-2006), Joods-Duits journalist, zakenman en verenigingsvoorzitter
- Silke Spiegelburg (1986), Duits atlete
- Bonno Spieker (1935), Nederlands politicus
- R. Spiekerman van Weezelenburg (1940), Nederlands generaal
- David Spielberg (1939), Amerikaans acteur
- Steven Spielberg (1946), Amerikaans filmregisseur en filmproducent
- Edo Spier (1926-2022), Nederlands architect
- Jo Spier (1900-1978), Nederlands-Amerikaans illustrator
- Peter Spier (1927), Amerikaans illustrator en kinderboekenschrijver
- Tivadar Emile Spier (1916-2010), Nederlands verzetsstrijder en militair
- Virgil Spier (1981), Nederlands atleet
- Henriëtte Spiering (1852-1921), Nederlands schrijver en weldoener
- Jeanne Spiering (1862-1944), Nederlands filantroop
- Andreas Theodorus Spies (1800-1889), Voortrekker
- Ben Spies (1984), Amerikaans motorcoureur
- Frits Spies (1931-1997),  kaarsenmaker
- Jacobus Diderik Jan van der Hegge Spies (1830-1895), Nederlandse marinier
- Liesbeth Spies (1966), Nederlandse minister
- Marijke Spies (1934-2013),  Nederlands hoogleraar historische letterkunde
- Walter Spies (1895-1942), Duits schilder
- Frédérique Spigt (1957), Nederlands zangeres
- Rita Spijker (1957), Nederlandse auteur
- Willem van 't Spijker (1926-2021), Nederlands theoloog en predikant
- Chris Spijkerboer (1935-2011), Nederlands burgemeester
- Hennie Spijkerman (1950), Nederlands voetballer en voetbaltrainer
- Jack Spijkerman (1948), Nederlands cabaretier en televisie- en radiopresentator
- Cas Spijkers (1946-2011), Nederlands chef-kok en auteur
- Jaap Spijkers (1958), Nederlands acteur
- Luka Špik (1979), Sloveens roeier
- Cornelis Spil (1808/09-1862), Nederlands landbouwer en politicus
- Simon Špilak (1986), Sloveens wielrenner
- Marek Špilár (1975-2013), Slowaaks voetballer
- Johnny Spillane (1980), Amerikaans noordse combinatieskiër
- Mickey Spillane (1918-2006), Amerikaans acteur en schrijver
- Mickey Spillane (1934-1977), Iers-Amerikaans gangster
- Willy Spillebeen (1932), Belgisch auteur
- Pierre Spillemaeckers (1871-1932), Belgisch arbeider, syndicalist en politicus
- Werner Spillemaeckers (1936-2011), Belgisch dichter en griffier
- Eliane Spincemaille (1960), Belgisch politica
- Jules Spincemaille (1882-1954), Belgisch jurist en Vlaams activist
- Brent Spiner (1949), Amerikaans acteur
- Stephen Spinella (1956), Italiaans acteur
- Altiero Spinelli (1907-1986), Italiaans politicus
- Nicholas Spinelli (2001), Italiaans motorcoureur
- Nikolai Spinev (1974), Russisch roeier
- Leon Spinks (1953-2021), Amerikaans bokser
- Dominiek Spinnewyn-Sneppe (1973), Belgisch politica
- Baruch Spinoza (1632-1677), Nederlands filosoof
- Joel Spira (1981), Zweeds acteur
- Matthew Špiranović (1988), Australisch-Kroatisch voetballer
- Doina Spîrcu (1970), Roemeens roeister
- Alexandru Spiridon (1960), Moldavisch voetballer en voetbalcoach
- Kristina Spiridonova (1998), Russisch freestyleskiester
- Nicola Spirig (1982), Zwitsers triatlete
- Leonid Spirin (1932-1982), Sovjet-Russisch atleet
- Jordana Spiro (1977), Amerikaans actrice, filmregisseuse, filmproducente en filmeditor
- Guy Spitaels (1931-2012), Belgisch politicus
- Wim Spit (1924–2013), Nederlands vakbondsbestuurder
- Frits Spits (1948), Nederlands radio- en televisiepresentator (Frits Ritmeester)
- Denis Spitsov (1996), Russisch langlaufer
- Eliot Spitzer (1959), Amerikaans advocaat, openbaar aanklager en politicus

## Spl
- Peter-Jörg Splettstößer (1938-2024), Duits schilder

## Spo
- Benjamin Spock (1903-1998), Amerikaans kinderarts
- Mathieu Spoel (1883-1960), Belgisch componist en dirigent
- Daniel Spoerri (1930-2024), Zwitserse kunstenaar, regisseur en beeldhouwer
- Gemma Spofforth (1987), Brits zwemster
- Georg Spohr (1951), Oost-Duits stuurman bij het roeien
- Louis Spohr (1784-1859), Duits componist
- Marian Spoida (1901-1940), Pools voetballer
- Gerard Spong (1946), Nederlands advocaat
- Tyrone Spong (1985), Nederlands-Surinaams kickbokser
- Mark Spoon (1966-2006), Duits dj en producer (Markus Löffel)
- Bill Spooner (1949), Amerikaans rockmusicus
- André Spoor (1867-1929), Nederlands violist en concertmeester
- André Spoor (1931-2012), Nederlands journalist en hoofdredacteur
- Rudolf Spoor (1938-2024), Nederlands televisieregisseur
- Will Spoor (1927-2014), Nederlands mimespeler en acteur
- Jacobus Spoors (1751-1833), Nederlands advocaat en politicus
- Fons Spooren (1963), Nederlands voetbalbestuurder
- Jan Spooren (1969), Belgisch politicus en provinciegouverneur
- Zeki Rıza Sporel (1898-1969), Turks voetballer
- Fabian Sporkslede (1993), Nederlands voetballer
- Gaston Sporre (1945-2022), Nederlands sportbestuurder en topfunctionaris
- Barbora Špotáková (1981), Tsjechisch speerwerpster
- Roger Spottiswoode (1945), Amerikaans regisseur en schrijver

## Spr

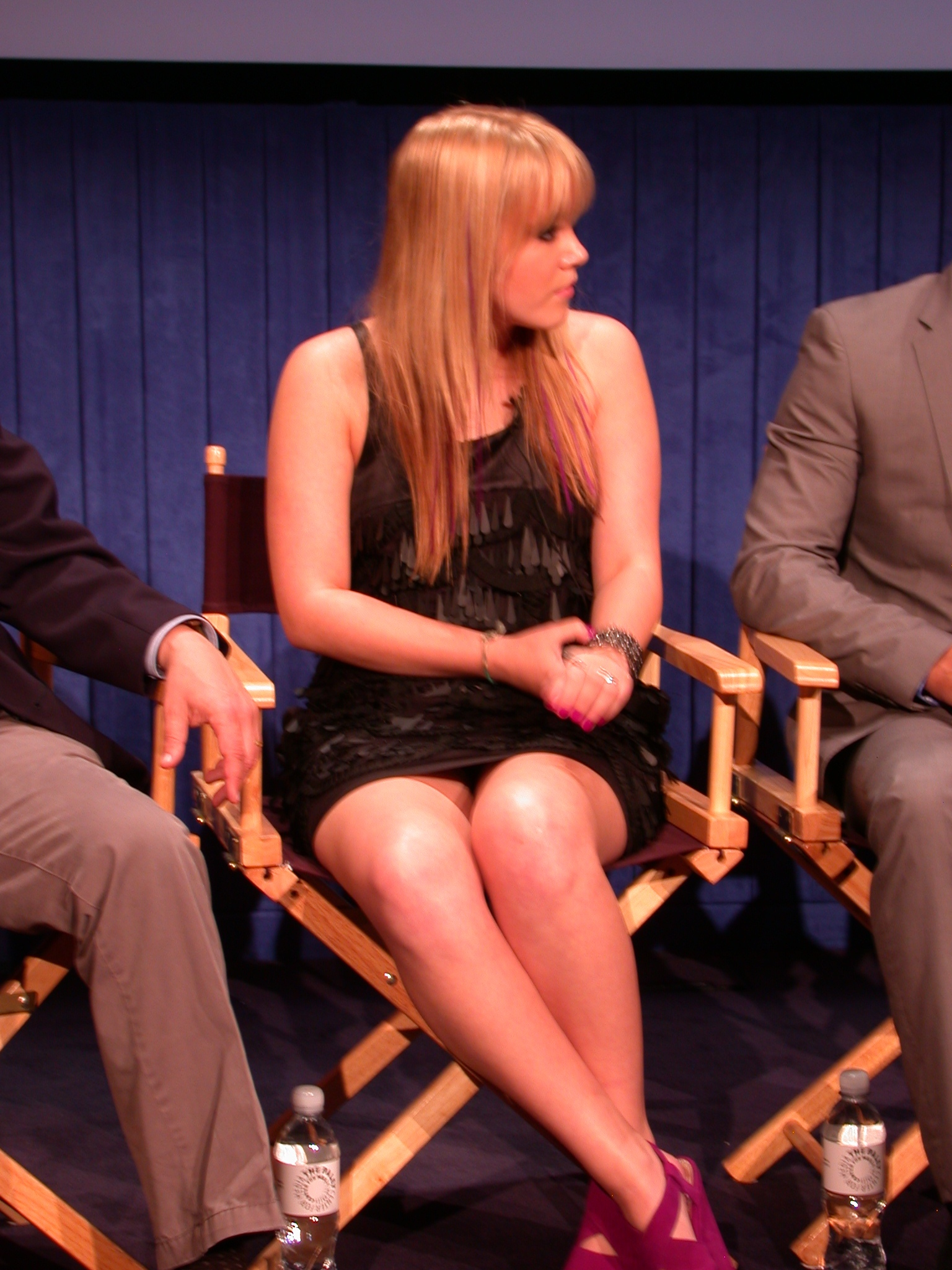
Taylor Spreitler (2011)

- Frank Julian Sprague (1857-1934), Amerikaans elektrotechnicus en uitvinder
- Alfred van Sprang (1917-1960), Nederlands journalist
- Alfons Sprangers (1928-2013), Belgisch politicus
- Ton Sprangers (1957-2022), Nederlands voetballer
- Taylor Spreitler (1993), Amerikaans actrice
- Hermann Sprengel (1834-1906), Duits schei- en natuurkundige
- Christian Sprenger (1985), Australisch zwemmer
- Henk Sprenger (1919-2005), Nederlands striptekenaar
- Jacobus Petrus Sprenger van Eyk (1842-1907), Nederlands bewindsman
- Nicholas Sprenger (1985), Australisch zwemmer
- Alexandre Spreutel (1880-1955), Belgisch syndicalist en politicus
- Jerry Springer (1944-2023), Amerikaans televisiepresentator
- Leonard Springer (1855-1940), Nederlands tuin- en landschapsarchitect
- Rudolf Springer (1909-2009), Duits kunsthandelaar en galeriehouder
- Dusty Springfield (1939-1999), Brits zangeres
- Bruce Springsteen (1949), Amerikaans rockzanger en gitarist
- Charles Spronck (1858-1932), Nederlands hoogleraar en seroloog
- Daniel Sprong (1997), Nederlands ijshockeyspeler
- Teun Sprong (1889-1971), Nederlands atleet
- Adrian Sprott (1962-2023), Schots voetballer
- Sam Spruell (1977/1978) Brits acteur
- Jop Spruit (1937), Nederlands rechtshistoricus
- Lies Spruit (1955), Nederlands politica
- Bart Jan Spruyt (1964), Nederlands historicus, columnist, publicist en journalist
- Sigrid Spruyt (1964), Vlaams journaliste en nieuwslezeres
- Simon Spruyt (1978), Belgisch stripauteur
- Constance Spry (1886-1960), Brits schrijfster van kookboeken en lerares bloemschikken

## Spu
- Willy Spühler (1902-1990), Zwitsers politicus
- Charles Spurgeon (1834-1892), Engels predikant, evangelist en christelijk schrijver
- Morgan Spurlock (1970-2024), Amerikaans documentairemaker
- Lars Spuybroek (1959), Nederlands architect